# Социолошка теорија
У социологији, социолошке теорије су изјаве о томе како и зашто су одређене чињенице повезане. Ове теорије варирају од прецизних описа јединствених социјалних процеса, до парадигми за анализу и интерпретацију. Неке социолошке теорије објашњавају аспекте социјалног света и омогућавају предвиђање будућих догађаја, док друге функционишу као шире перспективе које вод ка даљим социолошким анализама.

## Социолошка теорија и социјална теорија
Кенет Алан је поставио разлику између социолошке теорије и социјалане теорије. У Алановој употреби, социолошка теорија се састоји од апстрактних и проверивих претпоставки о друштву. Често се ослања на научни метод, који као циљ има објективност, и покушава да избегне доношење вредносних судова. Насупрот томе, социјална теорија, по Алановом мишљењу, се фокусира на коментар и критику модерног друштва а не на објашњење. Социјална теорија је често ближа Континенталној филозофији; стога, много се мање бави објективношћу и постављањем проверивих претпоставки, и чешће доноси нормативне судове. Социолошку теорију, углавном, стварају једино социолози, док социјална теорија може често доћи из других дисциплина.
У познате социолошке теоретичаре спадају: Талкот Парсонс, Роберт К. Мертон, Рендал Колинс, Џејмс Семуел Колман, Петар Блау, Маршал МекЛухан, Имануел Валерштајн, Џорџ Хоманс, Харисон Вајт, Теда Скокпол, Жерард Ленски, Пјер ван дер Берг, i Џонатан Х. Турнер. У познате социјалне теоретичаре спадају: Јирген Хабермас, Ентони Гиденс, Мишел Фуко, Дороти Смит, Алферд Шулц, Џерфи Александер и Жак Дердида. Постоје и познати академици за које се може сматрати да су између социолошких и социјалних теорија, као што су: Харлод Гарфинкел, Херберт Блумер, Клод Леви-Строс, Пјер Бурдје и Ервинг Гофман.

## Историја социолошких теорија
За више детаља на ову тему погледајте Историја социологије
Сама област социологије– и социолошка теорија – је релативно нова. Обе дотирају из 18. i 19. века. Драстичне друштвене промене у овом периоду, као што су индустријализација, урбанизација, и пораст демократских држава, довеле су до тога да посебно Западни мислиоци постану свесни друштва. Најстарије социолошке теорије баве се ширим историјским процесима који су повазани са овим променама. Од тада, социолошке теорије су почеле да обухватају већину аспеката друштва, укључујући: заједнице, организације и друштвене односе.

## Централни теоретски проблеми
Уопштено, постоји јак консензус који се тиче централних теоретских питања и централних проблема који произилазе из тумачења тих питања. Социолошка теорија покушава да одговори на следећа питања: (1) Шта је то акција? (2) Шта је то социјални ред? и (3) Шта одређује друштвене промене? У безброју покушаја да се одговори на ова питања, појављују се три претежно теоретска (не емпиријсика) проблема. Ови проблеми су већином наслеђени из класичних теоретских традиција. Консензус о централном теоретским проблемима је: како повезати, превазићи или се носити са следеће "велике три" дихтомије: субјективност и објективност, структура и агенција, и синхронија и дијахронија. Прва се бави знањем, друга залагањем, а последња временом. На крају, социолошка теорија се често бори са проблемом интеграције или превазилажења поделе између микро, мезо и макроскале друштвених феномена, која је подсет сва три централна проблема. Ови проблеми нису емпиријски проблеми, већ су пре епистемолошки: они произилазе из концептуалног излагања и аналитичких аналогија које социолози користе да би описали комплексност друштвених процеса.

### Субјективност и објективност
Проблем субјекивности и објективности се може поделити на бригу о општим могућностима друштвених активности, и са друге стране, на специфичне проблеме социјалног научног знања. Код првог, субјективно је врло често једнако (мада не обавезно) саиндивидуалним, и намерама и интерпретацијама тог индивидуалног о објективном. Објективним се врло често сматра било која јавна активност или резултат. Примарно питање за социјалне теоретичаре је како се знање репродукује у том ланцу субјективно-објективносубјективно, то јест: како се постиже интерсубјективност? Док су, кроз историју, квалитативне методе покушале даа извуку субјективне интерпретације, квалитативне истраживачке методе су такође покушавале да ухвате индивидуалне субјективности. Такође, неке квалитативне методе имају радикални приступ објективним описима на лицу места.
Друго се тиче научног знања које резултира из чињенице да је социолог део саме теме коју жели да објасни. Бурдје излаже овај проблем врло језгровито:
 Како социолог може у пракси утицати на ову радикалну сумњу која је нужна за издавање свих претпоставки које су нераздвојиве од чињенице да је социолог социјално биће, да је стога социјализован и осећа се као "риба у води" у оквиру тог социланог света чије је структуре интернализовао? Како може да спречи социјални свет да спроведе конструкцију теме, објекта, у разуму, кроз себе, кроз ове несвесне радње или радње које нису свесне самих себе и чији је социолог очигледни субјект.— Пјер Бурдје, "Проблем рефлексне социологије" у Позиву Рефлексној Социологији,1992. . стр. 235.

### Структура и агенција
Структура и агенција, које се понекад одређују и као детерминизам насупрот волунтаризма, чине једну истрајну онтолошку дебату у социјалној теорији: "Да ли социјалне структуре одређују индивидуално понашање или то чини људска агенција?" У овом контексту агенција се односи на капацитет индивидуе да реагује независно и да доноси слободне одлуке, док се структура односи ии на факторе који ограничавају или утичу на изборе и понашање идивидуе (као што су друштвена класа, религија, пол, етничка припадност, итд.). Дискусије о првенству било структуре или агенције односе се на само језгру социолошке епистемологије ("Од чега се састоји социјални свет?", "Који је узрок социјалног света, а који је ефекат?"). Вошегодишње питање у оквиру ове дебате тиче се "социјалне репродукције": како се структуре (посебно структуре које производе неједнакост) репродукују кроз индивидуалне изборе?

### Синхронија и дијахронија
Синхронија и дијахронија, или статика и динамика, у оквиру социјалних теорија су термини који се односе на дистинкцију која произилази из рада Леви-Строса који ју је наследио из лингвистике Фердинанда де Сосира. Синхронија сецка тренутке времена за анализу, и то је анализа статике социјалне стварности. Дијахронија, с друге стране, покушава да анализира динамичне секвенце. Према Сосировој теорији, синхронија би се односила на развијајуће процесе као што је говор. У уводу дела "Централни проблеми у социјалној теорији", Ентонија Гиденса, аутор каже да "да би се показала међусобна зависност акције и структуре...морамо схватити односе простора и времена као неизбежне у основи свих социјалних интеракција".И као и структура и агенција, време је од велике важности у дискусији о социјалној репродукцији. Када се ради о социлогији, историјска социологија је често у бољем положају да анализира социјални живот као дијахронични, док анкетарно истраживање у неку руку фотографише социјални живот, и стога му је лакше да разуме социјални живот као синхронични. Неки кажу да је синхронија социјалне структуре методолошка перспектива, а не онтолошка тврдња. Ипак, проблем када је у питању теорија, је како интегрисати ова два начина бележења и разматрања социјалних података.

## Класичне теоријске традиције
Савремена дисциплина социологије је теоријски мулти-парадигматична. У често цитираном истраживању Реналда Колинса о социолошкој теорији, он ретроактивно означава различите теорије тако да оне потпадају по четири теоријске традиције: Функционализам, Конфликт, Симболички интеракционизам, и Утилитаризам. Модерна социолошка теорија проистиче већином из функционалистичких (Дуркем) и сукоба у центр (Маркс, Вебер), осврта на социјалне структуре, као и из симболичких интеракционистичких традиција које се састоје из микроструктурних (Зимел) и прагматичних (Мид и Кули) теорија о социјалној интеракцији. Утилитаризам, такође познат и као Рационални избор социјалне размене, иако се често везује за економију, је једна успоставлјена традиција у оквиру социолошке теорије. На крају, као што је рекла Реивин Конел, традиција која се често заборавља је она из Социјал-дарвинизма, која има логику Дарвинове биолошке еволуције и примењује је на људе и друштва. Ова традиција се често усклађује са класичним функционализмом и везује се за неколико оснивача социологије, првенствено за Херберта Спенсера, Лестера Ф. Варда и Вилијама Грејема Сумнера. Савремена социолошка теорија задржава трагове сваке од ових традиција и оне ни на који начин нису међусобно искључиве.

### Функционализам
Као широка историјска парадигма у социологији и антропологији, функционализам се осврће на друштвене структуре као целину и у терминима неопходних функција својих конституетних елемената. Честа аналогија (коју је популаризовао Херберт Спенсер) ја да посматра норме и установе као "органе" који теже ка правилном функционисању читавог "тела" друштва. Оваква перспектива је била иплицитна у орвом Комптеовом социолошком позитивизму, али за коју је теорију у целини поставио Дуркем, наравно с обзиром на уочљиве, структуралне законе. Функционализам има такође једну антрополошку базу у раду теоретичара као што су Марсел Маус, Бронислав Малоновски и Алфред Редклиф-Браун. Управо се у Редклиф-Брауновој специфичној употреби појавио префикс "структурално". Класична функционалистичка теорија је углавном уједињена својом тежњом ка биолошкој аналогији и појмовима социјалног еволуционизма. Као што Гиденс каже: "Функционалистичка мисао, Од Комтеа надаље, се посебно освртала ка биологији као науци која даје најближи и најпогоднији модел за социјалну науку. Биологија је требало да обезбеди водиље ка концептуализацији структуре система, и ка анализи процеса еволуције кроз механизме адаптације... функционализам гласно истиче надмоћност социјалног света у односу на своје индивидуалне делове (тј. своје конституентне актере, лјудске субјекте)."

### Теорија конфликта
Социјални конфликт је борба између сегмената друштва око вредних ресурса. Из перспективе теорије о социјалном онфликту, на Западу, до 19. века, мала популација постала је капиталистичка. Капиталисти су људи који поседују и руководе фабрикама и другим пословима у тежњи ка профиту. Другим речима, они буквално поседују сва велика седства производње. Међутим, капитализам је претворио већину осталих људи у индустријске раднике, које је Маркс назвао пролетерима. Пролетери су лјуди који, због структуре капиталистичке економије, морају да продају свој рад за плату. Теорије конфликта привлаче пажњу на моћ диферецијала, као што су класни, полни и расни конфликти, и упоређује историјски доминантне идеологије. Због тога, оне представљају макро анализе друштва које виде друштво као арену неједнакости која ствара конфликт и социјалне промене. Карл Маркс је зечетник теорије социјалних конфликата, која је компонента четири највеће парадигме у социологији. Други битни социолози који се везују за ову теорију укључујући Харијет Мартину, Џејн Адамс и В. Е. Б. Ду Боа. Овај социолошки приступ не посматра како социјалне структуре помажу функционисање друштва, већ посматра како "социјални шаблони" могу узроковати да неки људи у друштву буду доминантни, а да други буду потчињени. Међутим, неке од критика за ову теорију кажу да она занемарује начин на који заједничке вредности и то како се људи ослањају једни на друге помаже да се уједини друштво.

### Симболички интеракционизам
Симболичка интеракција, често се везује за Интеракционизам, Феноменолошку социологију, Драматургију, Интерпретивизам, она је социолошка традиција која ставља акценат на субјективна значења и емпиријски развој социјалних процеса, којима се углавном приступа кроз анализу. Приступ се фокусира на стварање оквира за грађење теорије која види социологију као производ свакодневних интеракција индивидуа. Друштво није ништа више него заједничка стварност коју њуди конструишу док интереагују једни са другима.Овај приступ види њуде како интереагују у безброј ситуација користећи симболичну комуникацију да би остварили задатке. Стога, друштво је комплексни, стално мењајући мозаик субјективних значења. Неки критичари овог пристуапа кажу да он једино посматра оно што се дешава у одређеним социјалним ситуацијама, а да занемарује ефекте које култура, раса, пол (тј. социо-историјске структуре) могу имати у тим ситуацијама. Неки битни социолози који се везују за овај приступ укључујући Макса Вебера, Џорџа Херберт Мида, Ервинга Гофмана, Џорџа Хоманса и Петера Блуа. Такође, у овој традицији радикално-емпиријски приступ Етнометодологије произилази из рада Харолда Гарфинкела.

### Утилитаризам
На Утилитаризам се често мисли као на теорију размене или теорију рационалног избора у котексту социологије. Ова традиција тежи да повласти агенцију индивидуалних рационалних актера и претпоставља да у оквиру интеракција, индивидуе увек теже да максимализују свој интерес. Као што је рекао Џош Витфорд, за рационалне актере се претпоставља да имају четири основна елемента, индивидуа има (1) "знање о алтернативама", (2) "знање о, или веровање о последицама различитих алтернатива", (3) "постављање приоритета по питању резултата", (4) "правило одлуке, да изабере између могућих алтернатива". Теорија размене се посебно приписује раду Џорџа Ц. Хоманса, Петера Блауа и Ричарда Емерсона. Организациони социолози Џејмс Г. Марч и Херберт А. Сајмон су забележили да је рационалност индивидуе везана контекстом организованог окружења. Утилитарна перспектива у социологији је, најзначајније, ревитализована крајем 20. века кроз рад бившег председника АСА-е Џејмса Колемана.

## Листа савремених теорија
Теорија расула (аномије) тежи да разуме стање недостатка норми где друштво обезбеђује мало моралних водиља индивидуама. Социолог Емил Диркем је увидео да периоди дисрупције резултирају великим расулом (аномијом) и вишим стопама самоубиства и криминала. Мертон теоретише да аномија (нормативни слом) и неке врсте девијантног понашања произилазе у великом из дисјункције између "културно прописаних аспирација" друштва и "друштвено структуисаним питањима за остварење тих аспирација". Усвом делу Подела рада у друштву Диркем је описао аномију као један резултат неправедне расподеле рада у оквиру друштва. Шире речено, тада, у време великих преокрета, велики број индивидуа "престаје да прихвата морални легитимитет друштва", као што то каже социолог Ентони Р. Мосон, са Универзитета Киле у Великој Британији.
Критичка теорија је у сродству са социолошком теоријом, са освртом на такве групе као што су Франкфуртска школа, која тежи да критикује и промени друштво и културу, а не да га једноставно документује и разуме.
Теорија ангажовања је приступ који тежи да разуме комплексност друштвеног живота кроз синтезу емпиријског истраживања са више асптрактивних слојева анализе, укључујући анализу начина праксе, и анализу основних категорија постојања као што су време, простор, отелотворење и знање.
Теорија основе је систематична методологија у социјалним наукама која укључује производњу теорија из података.
,, Теорија мреже је структурални приступ социологији који је најближе повезан са радом Харисона Вајта, који види норме и понашање као уграђене у ланац социјалних односа.
Пост колонијална теорија је модернистички приступ који се састоји од реакција и анализа коонијализма.
,, Чиста социологија,, је теоријска парадигма коју је развио Доналд Блек и која објашњава варијације у друштвеном животу уз социјалну геометрију, то јест, локације у социјалном простору.
Теорија рационалног избора обликује социјално понашање као интеракцију индивидуа које су максимално корисне.
Социјални коструктивизам је социолошка теорија знања које разматра како се социјални феномени развијају у одређеним социјалним контекстима.

## Теорије у подобластима социологије

### Социологија науке и технологије
Социолози су били активни у развијанју теорија о природи науке и технологије:
- "Институциона" социологија науке (Робер К. Мертон)(1962)
- Теорија актера-мреже (1980)
- Теорија нормализације процеса (2000)
- Теорије о технологији

### Социјални покрети
- Колективно понашање (1950)
- Теорија релативне депривације (1960)
- Теорија мобилизације ресурса (1970)
- Теорија новог социјалног покрета (1980)
- Нова културна теорија (1990)